# Louis McLane
Louis McLane (Smyrna, 28 maggio 1786 – Baltimora, 7 ottobre 1857) è stato un politico e avvocato statunitense.

## Biografia
Fu il dodicesimo segretario di Stato degli Stati Uniti nel corso della presidenza di Andrew Jackson (7º presidente). Figlio di Rebecca Wells McLane e Allen McLane, un veterano della rivoluzione americana. Dopo gli studi prima al Newark College ed in seguito all'università di Delaware si sposò con Catherine Mary Milligan (Kitty) nel 1812. Ebbero 13 figli fra cui Robert Milligan McLane